# Michael Sandel
Michael Sandel (Mineápolis, Minesota, 5 de marzo de 1953) es un filósofo político y profesor estadounidense. Es profesor en la Facultad de Derecho de la Universidad de Harvard, donde su curso Justice fue el primer curso de la universidad que estuvo disponible gratuitamente en línea y en televisión. También tenemos sus ideas han sido utilizadas por académicos y profesionales del derecho para analizar y debatir cuestiones legales y éticas en una variedad de contextos, desde la teoría del derecho hasta la ética empresarial.
Ha sido visto por decenas de millones de personas en todo el mundo, incluso en China, donde Sandel fue nombrado la «figura extranjera más influyente del año» (China Newsweek). También es conocido por su crítica de A Theory of Justice de John Rawls en su primer libro, Liberalism and the Limits of Justice (1982).
Fue elegido miembro de la Academia Estadounidense de las Artes y las Ciencias en 2002.

## Educación
Nacido en Mineápolis en el seno de una familia hebrea, Sandel se mudó a Los Ángeles con trece años de edad. Fue Presidente de su sección en secundaria a nivel diversificado en el liceo Palisades High School en 1971, posteriormente ingresó de la Universidad Brandeis en Waltham, Massachusetts, fue elegido miembro Phi Beta Kappa de la Brandeis University en 1975 y se doctoró en el Balliol College, en Oxford, como becario Rhodes Scholar, bajo la tutela del filósofo Charles Taylor.

## Perspectivas Filosóficas
Michael Sandel se ubica dentro de la corriente teórica comunitarista (aunque manifiesta incomodidad por la etiqueta), es conocido por su crítica a la Teoría de la Justicia de John Rawls (A Theory of Justice) respecto de la cual opina: «la argumentativa de Rawls sugiere el presupuesto del velo de la ignorancia, el cual nos permite abstención ante el compromiso propio». Sandel estima que, por naturaleza, se es intransigente al extremo de admitir incluso la existencia de dicho velo. Ilustra su postura reflexionando sobre los vínculos familiares que se gestan no como consecuencia de opciones conscientes sino respecto a los cuales nacemos en contexto vinculante. Dado que dichos vínculos no son de asimilación consciente, son de difícil desagregación en su atribución personal. Sandel expone que solo una modalidad algo más amplia del 'velo de la ignorancia' es admisible. El argumento de Rawls, sin embargo, depende del hecho de que el velo es restrictivo, lo suficiente como para permitirnos tomar decisiones sin conciencia de quienes se verán afectados por las mismas, lo cual es imposible si se toma en cuenta que, en principio, estamos vinculados a seres humanos en este mundo. 
El catedrático estadounidense, cuyo último trabajo editorial se titula Contra la perfección, estudia, por otra parte, la ética en la era de la ingeniería genética, mostrándose partidario de potenciar lo que William E. May llamó «apertura a lo recibido», es decir, una predisposición a aceptar el destino tal y como se presenta y que Sandel considera una «virtud», no solo en el terreno de la procreación sino en todos los ámbitos de la vida. Desde esta perspectiva, la ingeniería genética representaría el triunfo del impulso del hombre por dominar sobre el resto de la humanidad. Sandel también opina que el amor de los padres hacia sus hijos no depende de los atributos o virtudes de estos, a diferencia de lo que puede ocurrir con la pareja o los amigos, a quienes elegimos libremente. Plantea, así, objeciones basadas no tanto en la autonomía de los hijos como en la actitud de los progenitores y su afán por controlar el destino de sus descendientes. «Cambiar la naturaleza de nuestros hijos para que tengan un mayor éxito en una sociedad competitiva puede parecer un ejercicio de libertad, pero es lo contrario a ella».

## Magisterio

### Justicia

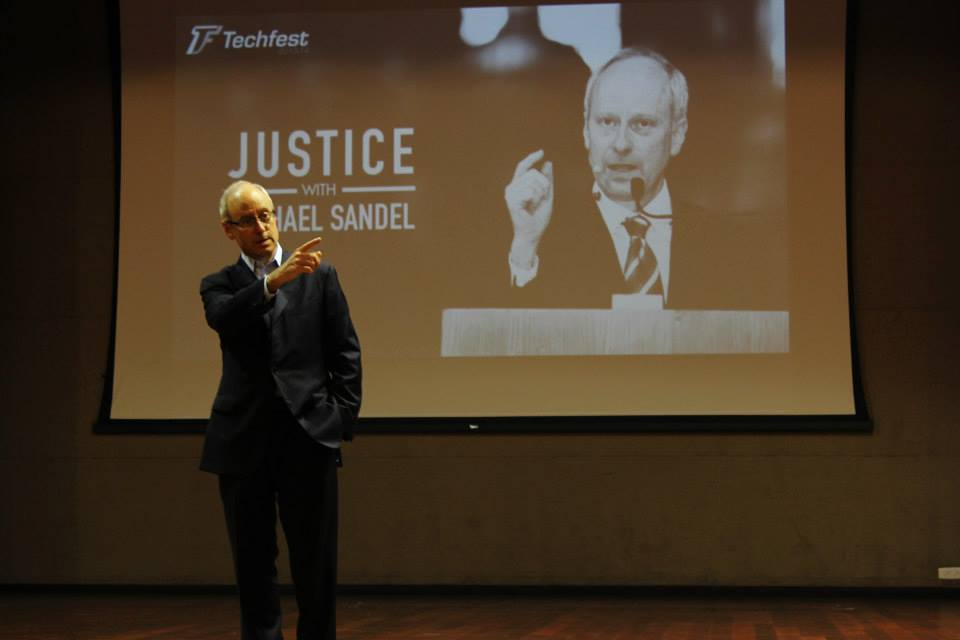
Michael Sandel en la Universidad de Harvard en 2014.

El Dr. Sandel dictó Cátedra en su afamado programa «Justicia» curso de la Universidad de Harvard impartido a lo largo de dos décadas. La asignatura se constituyó en la de más alta matrícula en la historia de la Universidad de Harvard con más de 14 000 alumnos. La sección del lapso de otoño del 2007 fue la mayor de todas con un total de 1115 estudiantes inscritos en Harvard, El contenido programático de la sección de otoño del 2005 fue grabado y se ofrece en línea al estudiantado a través del Núcleo de Extensión Universitaria de Harvard.
Una edición resumida de esta grabación es en la actualidad una serie televisada de doce capítulos llamada: Justicia: ¿Qué es lo que hay que hacer correctamente?, en una coproducción de WGBH y la Universidad de Harvard. Los distintos episodios se encuentran disponibles en la página web Justice with Michael Sandel. Un libro auxiliar a la serie está disponible Justicia: ¿Qué es lo que hay que hacer correctamente?, al igual que un listado de fuentes lectivas recomendadas conocido como Justicia: lecturas.

### Otras actividades docentes
El Dr. Sandel también imparte, junto al Dr. Douglas Melton, «Ética y Biotecnología», un seminario sobre las consideraciones éticas atribuibles a la aplicación de procedimientos biotecnológicos prospectivamente.

## Servicio Civil
El Dr. Sandel se desempeñó en la Administración Pública durante la Presidencia de George W. Bush en la Consejería Presidencial sobre Bioética.
Es miembro de la American Academy of Arts and Sciences.

## Obras
- Justice: What's the Right Thing to Do? (Farrar, Straus and Giroux, 2010).
- Liberalism and the Limits of Justice (Cambridge University Press, 1982, 2nd edition, 1998).
- Democracy's Discontent (Harvard University Press, 1996).
- Public Philosophy: Essays on Morality in Politics (Harvard University Press, 2005).
- The Case against Perfection: Ethics in the Age of Genetic Engineering (Harvard University Press, 2007).
- What Money Can't Buy: The Moral Limits of Markets. Macmillan. 2012. ISBN 9781429942584.
- Tyranny of Merit : what's become of the common good?. ALLEN LANE. 2020. ISBN 0-241-40760-5. OCLC 1135572393.

Ediciones es español
- El liberalismo y los límites de la justicia. Editorial Gedisa. 2000. ISBN 978-84-7432-706-9.

- Contra la perfección. La ética en la era de la ingeniería genética. Marbot Ediciones. 2007. ISBN 9788493574444.

- Filosofía pública. Ensayos sobre moral en política. Marbot Ediciones. 2008. ISBN 9788493641115.
- Justicia. ¿Hacemos lo que debemos?. Debate. 2011. ISBN 9788483069189.

- Lo que el dinero no puede comprar: Los límites morales del mercado. Penguin Random House. 2013. ISBN 9788499923109.
- Filosofía pública. Ensayos sobre moral en política.. Debate. 2020. ISBN 9788418006012.
- La tiranía del mérito: ¿Qué ha sido del bien común?. Debate. 2020. ISBN 9788418006340.